# Kommuniteten i Bose
Kommuniteten i Bose är ett italienskt ekumeniskt kloster, med både munkar och nunnor, beläget några mil från Turin, grundat den 8 december 1965 av Enzo Bianchi och lett av denne fram till 25 januari 2017. Efter en utredning om bland annat "grundarens auktoritetsutövning" tvingade i maj 2020 ett påvligt dekret Bianchi att lämna klostret. 
Det hela började med att några studenter i Turin träffades i Bianchis studentrum för att be vesper och läsa Bibeln, en grupp som fick namnet "lilla flocken". Flera i gruppen ville sedan starta en kloster, och ett hus i Bose inköptes. Men när det väl kom till kritan blev det endast Bianchi som flyttade dit. Efter tre år i ensamhet, fick Bianchi, som kallas "broder Enzo" och är katolik, i oktober 1968 sällskap av tre män och en kvinna, två av dem var katoliker och två protestanter. I klostret lever i dag drygt 80 munkar och nunnor, de flesta är katoliker, men några tillhör protestantiska och ortodoxa traditioner. Spiritualiteten i klostret i Bose präglas av lectio divina. Kontakter finns mellan kommuniteten i Bose och Ekumeniska kommuniteten i Bjärka-Säby.